# ريتشارد مونتغومري
ريتشارد مونتغومري (بالإنجليزية: Richard Montgomery)‏ (2 ديسمبر 1738 – 31 ديسمبر 1775) هو جندي أيرلندي خدم لأول مرة في الجيش البريطاني. ثم أصبح في وقت لاحق لواء في الجيش القاري خلال حرب الاستقلال الأمريكية، واشتهر بقيادته للغزو الفاشل على كندا في عام 1775.
ولد مونتغمري وترعرع في أيرلندا. والتحق بكلية الثالوث في دبلن في عام 1754، وبعد عامين انضم إلى الجيش البريطاني ليقاتل في الحرب الفرنسية والهندية. ظل يترقي في الرتب ويخدم في أمريكا الشمالية ثم الكاريبي. وبعد الحرب كان متمركزا في فورت ديترويت خلال حرب بونتياك، وعاد بعد ذلك إلى بريطانيا لأسباب صحية. عاد مونتجومري إلى المستعمرات الثلاثة عشر في عام 1773 وتزوج جانيت ليفينغستون، وبدأ يعمل في الزراعة.
ساند مونتجومري قضية الوطنيين بعد اندلاع حرب الاستقلال الأمريكية، وانتخب في مؤتمر مقاطعة نيويورك في مايو 1775. تم تعيينه برتبة عميد في الجيش القاري في يونيو 1775. تولى مونتغمري قيادة حملة غزو كندا بعد أن أصبح مرض القائد فيليب سكايلر شديدا. استولى على فورت سانت جونز ثم مونتريال في نوفمبر 1775، ثم تقدم إلى مدينة كيبيك، حيث انضم إلى قوة أخرى بقيادة بينيديكت أرنولد. قاد هجوما على المدينة في 31 ديسمبر، لكنه قتل خلال المعركة. عثر البريطانيون على جثته ومنحوه جنازة مشرفة. ونقل رفاته إلى مدينة نيويورك في عام 1818.